# 小行星1538
小行星1538（1538 Detre）是一颗绕太阳运转的小行星，为主小行星带小行星。该小行星于1940年9月8日发现。
該小行星以匈牙利天文學家德特·拉斯洛命名。

## 轨道参数
小行星1538的轨道半长轴为2.3623503 UA，离心率为0.218。